# Фаусто Копи
Анджело Фаусто Копи (на италиански: Angelo Fausto Coppi) е италиански професионален колоездач, доминиращ международната колоездачна сцена през годините около Втората световна война. Успехът му му спечелва прозвището Ил Кампионисимо (на италиански: Il Campionissimo – „Шампион на шампионите“). Той е многоетапник, който изпъква на изкачванията и часовниците, но също и на спринта. Печели Обиколката на Италия общо пети пъти (1940, 1947, 1949, 1952, 1953), Обиколката на Франция два пъти (1949, 1952) и Световното първенство по шосейно колоездене през 1953 г. Поставя часов рекорд през 1942 г., изминавайки 45,798 km.

## Ранен живот и аматьорска кариера
Копи е роден на 15 септември 1919 г. в Кастелания (днес Кастелания Копи) близо до Алесандрия. Той е четвъртото от общо петте деца на Доменико Копи и Анджолина Бовери. Като малък, Фаусто е болнаво дете и не проявява интерес към училище. Той пропуска учебни занятия, за да кара семейния велосипед, който намира в мазето, ръждясал и без спирачки. На 13-годишна възраст напуска училище, за да работи за касапин в Нови Лигуре
Карането на колело до магазина и обратно, срещайки колоездачи по пътя, разпалва интереса към колоезденето у Копи. Чичо му му купува първото колело. На 15 години Копи участва в първото си състезание и печели първа награда – 20 лири и сандвич. Копи се снабдява с лиценз за професионално колоездене в началото на 1938 г.

## Професионална кариера
Първият голям успех на Фаусто Копи настъпва през 1940 г., когато той успява да спечели Обиколката на Италия на едва 20 години. През 1942 г. поставя световен часов рекорд – 45,798 km на колодрум в Милано, който се задържа в продължение на 14 години, преди да бъде счупен през 1956 г. от Жак Анкетил. Скоро, обаче, кариерата на Копи е прекъсната от Втората световна война. През 1946 г. той се завръща към колоезденето и постига забележителен успех, който е съизмерим само с този на Еди Меркс. Според някои журналисти, в периода 1946 – 1954 г., веднъж щом Копи се отдели от групата, той не може бъде настигнат от никой от останалите.
През 1949 и 1952 г. Копи печели както Обиколката на Италия, така и Обиколката на Франция в един и същ сезон. Той е първият колоездач, постигнал това. Печели Обиколката на Италия общо пет пъти – рекорд, който споделя само с Еди Меркс и Алфредо Бинда. По време на Джирото през 1949 г. той прави 11 минути разлика с Джино Бартали между Кунео и Пинероло. Същата година печели и Тур дьо Франс с разлика от почти 30 минути пред всички, с изключение на Бартали. От началото на планинските етапи в Пиренеите до края им в Алпите Копи наваксва 55-те минути, с които го води Жак Маринели.
Копи печели Обиколката на Ломбардия рекордните пет пъти (1946, 1947, 1948, 1949, 1954) и класиката Милано-Санремо три пъти (1946, 1948, 1949). На Милано-Санремо през 1946 г. атакува заедно с още деветима на 5 километра преди края на 292-километровото състезание. Той ги изпреварва на изкачването Туркино и спечелва състезанието с 14 минути преднина. Освен това той печели класиките Париж-Рубе и Флеш Валон през 1950 г. През 1953 г. става световен шампион по шосейно колоездене, спечелвайки първенството в Лугано.
През 1952 г. Копи спечелва изкачването при Алп д'Юез, което е включено за пръв път тази година. Завършва с 28 мин. 27 сек. преднина генералното класиране, а организаторът Жак Годе се оказва принуден да увеличи наградите за по-долните позиции, за да поддържа интереса на колоездачите. Копи участва в три сезона на Обиколката на Франция, от които печели два. За да пести енергия, той кара помощниците си да го носят из хотела, когато участва на големи състезания.
През 1955 г. Копи и любовницата му Джулия Окини са осъдени за прелюбодеяние, по това време незаконно в Италия. Те получават условни присъди, но скандалът разтърсва консервативната католическа Италия, а Копи е опозорен. Жена му, Бруна Чамполини, не се развежда с него, тъй като и това е все още забранено. След скандала кариерата му започва да упада. Към 1959 г. представянето му вече е толкова зле, че организаторите на някои състезания намаляват дължината им, за да може Копи да финишира.
В хода на кариерата си Копи често взима наркотици (амфетамини), за да се представя по-добре на състезанията си. По това време те все още не са забранени.

## Съперничество с Бартали
Състезателната кариера на Копи бележи началото на златните години на колоезденето. Значителен фактор за това се оказва съперничеството между него и Джино Бартали. Италианските фенове са раздвоени между двамата. Консервативният и религиозен Бартали се почита в селските южни райони на Италия, докато по-светският и иновативен Копи е герой в индустриализираните северни части на страната.
Двамата се срещат на 7 януари 1940 г., когато Еберардо Павеси, ръководител на отбора Леняно, взема Копи, за да помага на Бартали. Съревнованието започва, когато Копи, който е грегар, спечелва Обиколката на Италия, докато звездата, Бартали, води отбора си след него. През следващите години двамата по-скоро се състезават, отколкото да си помагат. По това време Италианската колоездачна асоциация заявява, че двамата са забравили да почитат италианския престиж и се стремят единствено към лична победа, заради което им отнема правото да се състезават професионално през следващите три месеца.
Ледът е частично разчупен, когато двамата споделят бутилка след изкачването на Кол д'Изоар по време на Обиколката на Франция през 1952 г. Впоследствие се скарват относно това, кой е предложил бутилката първи. Съперничеството им получава широко медийно отразяване и води до епична надпревара.

## Втора световна война
Копи служи в 38-и пехотен полк, част от 3-та пехотна дивизия, когато Италия влиза във Втората световна война. Първоначално офицери са снизходителни към него, тъй като искат той да се състезава, но през март 1943 г. е изпратен в Северна Африка. Там е пленен от британски части на 13 април 1943 г. Изпратен е в британска военновъздушна база в Казерта през 1945 г. След края на войната е освободен и бързо се завръща към колоезденето. Още на следващата година печели Милано-Санремо.

## Смърт
През декември 1959 г. президентът на Буркина Фасо, Морис Ямеого, кани множество известни колоездачи, които да се състезават с местните такива, а след това да отида на лов. Сред тях са Фаусто Копи и Рафаел Жеминиани. Двамата спят в една стая, която се оказва пълна с комари. Впоследствие и двамата се разболяват от малария. Жеминиани оцелява, но Копи умира, тъй като лекарите му са убедени, че той е болен от бронхит. През януари 2002 г. се появяват сведения, че Копи вероятно е починал от свръхдоза с наркотичен коктейл в Буркина Фасо. Съдът на Тортона тогава започва разследване и се свързва токсиколози с намерението тялото на Копи да бъде ексхумирано и изследвано за отравяне. Година по-късно ексхумация не е извършена, а разследването е отменено.

## Кариерни постижения
Значими резултати:
1939
2-ри Копа Берноки
3-ри Обиколка на Апенините
3-ти Обиколка на Пиемонт
1940
1-ви  Генерално Обиколка на Италия
1-ви Етап 11
3-ти Обиколка на Лацио
3-ти Тре Вали Варезине
9-и Обиколка на Емилия
9-и Обиколка на Кампания
1941
1-ви Обиколка на Тоскана
1-ви Обиколка на Емилия
1-ви Обиколка на Венето
1-ви Тре Вали Варезине
4-ти Обиколка на Лацио
5-и Обиколка на Ломбардия
10-и Милано-Санремо
10-и Копа Берноки
1942
1-ви  Национално първенство по шосейно колоездене
4-ти Обиколка на Лацио
5-и Обиколка на Тоскана
5-и Обиколка на Емилия
7-и Обиколка на Ломбардия
10-и Обиколка на Кампания
1945
5-и Милано-Торино
1946
1-ви Милано-Санремо
1-ви Обиколка на Ломбардия
1-ви Гран при на нациите
1-ви Обиколка на Романя
2-ри Генерално Обиколка на Италия
1-ви Етапи 4, 13 и 14
2-ри Планинско класиране
2-ри Обиколка на Лацио
2-ри Шмпионат на Цюрих
1947
1-ви  Генерално Обиколка на Италия
1-ви Етапи 4, 8 и 16
2-ри Планинско класиране
1-ви Обиколка на Ломбардия
1-ви Гран при на нациите
1-ви  Национално първенство по шосейно колоездене
1-ви Обиколка на Емилия
1-ви Обиколка на Романя
1-ви Обиколка на Венето
1-ви  Индивидуално класиране, Световно първенство по шосейно колоездене
5-и Генерално Обиколка на Швейцария
1-ви Етап 5b
1948
Обиколка на Италия
1-ви Планинско класиране
1-ви Етапи 16 и 17
1-ви Милано-Санремо
1-ви Обиколка на Емилия
1-ви Тре Вали Варезине
1-ви Обиколка на Ломбардия
2-ри Омлоп Хет Волк
2-ри  Индивидуално класиране, Световно първенство по шосейно колоездене
5-и Обиколка на Тоскана
1949
1-ви  Генерално Обиколка на Италия
1-ви Планинско класиране
1-ви Етапи 4, 11 и 17
1-ви  Генерално Обиколка на Франция
1-ви Планинско класиране
1-ви Етапи 7, 17 и 20
1-ви Милано-Санремо
1-ви Обиколка на Ломбардия
1-ви  Национално първенство по шосейно колоездене
1-ви Обиколка на Романя
1-ви Обиколка на Венето
1-ви  Индивидуално класиране, Световно първенство по шосейно колоездене
2-ри Критериум дез А
2-ри Обиколка на Пиемонт
3-ти Флеш Валон
3-ти  Шосейно състезание, Световно първенство по шосейно колоездене
1950
1-ви Париж-Рубе
1-ви Флеш Валон
1-ви Обиколка на Реджо Калабрия
2-ри Трофео Бараки (със Серсе Копи)
3-ти Обиколка на Ломбардия
5-и Обиколка на Пиемонт
9-и Милано-Санремо
1951
1-ви Гран при на Лугано
3-ти Обиколка на Ломбардия
4-ти Генерално Обиколка на Италия
1-ви Етапи 6 и 18
2-ри Планинско класиране
4-ти Критериум дез А
4-ти Трофео Бараки (с Вим Ван Ест)
10-и Генерално Обиколка на Франция
1-ви Етап 20
3-ти Планинско класиране
1952
1-ви  Генерално Обиколка на Италия
1-ви Етапи 5, 11 и 14
2-ри Планинско класиране
1-ви  Генерално Обиколка на Франция
1-ви Планинско класиране
1-ви Етапи 7, 10, 11, 18 и 21
1-ви Гран при на Лугано
2-ри Париж-Рубе
3-ти Обиколка на Емилия
3-ти Трофео Бараки (с Микеле Джисмонди)
4-ти Генерално Обиколка на Романдия
1953
1-ви  Генерално Обиколка на Италия
1-ви Етапи 4, 11, 19 и 20
2-ри Планинско класиране
1-ви Трофео Бараки (с Рикардо Филипи)
1-ви  Шосейно състезание, Световно първенство по шосейно колоездене
9-и Милано-Санремо
1954
1-ви Обиколка на Ломбардия
1-ви Копа Берноки
1-ви Обиколка на Кампания
1-ви Трофео Бараки (с Рикардо Филипи)
4-ти Генерално Обиколка на Италия
1-ви Планинско класиране
1-ви Етап 20
4-ти Милано-Санремо
5-и Генерално Обиколка на Швейцария
1-ви Етапи 2 и 4
6-и Шосейно състезание, Световно първенство по шосейно колоездене
1955
1-ви Обиколка на Апенините
1-ви Тре Вали Варезине
1-ви  Национално първенство по шосейно колоездене
1-ви Трофео Бараки (с Рикардо Филипи)
1-ви Обиколка на Кампания
2-ри Генерално Обиколка на Италия
1-ви Етап 20
2-ри Париж-Рубе
3-ти Генерално Рим-Неапол-Рим
1-ви Етап 5
4-ти Милано-Торино
5-и Обиколка на Реджо Калабрия
1956
1-ви Гран при на Лугано
2-ри Трофео Бараки (с Рикардо Филипи)
2-ри Копа Берноки
2-ри Обиколка на Ломбардия
9-и Милано-Виньола
1957
1-ви Трофео Бараки (с Ерколе Балдини)
1958
7-и Тре Вали Варезине
9-и Обиколка на Пиемонт
1959
5-и Трофео Бараки (с Луизон Бобе)